# Simone Stelzer
Simone Stelzer (Beč, 1. ožujka 1969.), austrijska pop pjevačica. 1990. se natjecala na "Ein Lied für Zagreb", austrijskom natjecanju za predstavnika na Pjesmi Eurovizije 1990. Njezina pjesma "Keine Mauern mehr" originalno se plasirala druga, ali se otkrilo da je pjesma "Das Beste" koja se plasirala prva također natjecala na njemačkom natjecanju za predstavnika na Pjesmi Eurovizije 1988. Pjesma je diskvalificirana, te je njezina pjesma "Keine Mauern mehr" prošla na Euroviziju. Na Euroviziji je završila 10. Također je nastupala na natjecanju "Ein Lied für Dublin", austrijskom natjecanju za predstavnika na Pjesmi Eurovizije 1994. Završila je četvrta, te nije prošla na Euroviziju.